# Miguel de Lira
Miguel Domingo García Martínez, conegut com Miguel de Lira (Lira, Carnota, La Corunya, Galícia, 1964) és un actor gallec.

## Trajectòria

### Inicis
Es va interessar per la interpretació quan estudiava Dret a la Compostel·la. Va estudiar interpretació, teatre i dicció amb Martin Adjemian, Jesús Aladrén, Begoña Valle, Xan Cejudo i Fernando Balboa, entre d'altres. És cofundador de la companyia de teatre gallega Chévere, en la qual treballa activament com a actor, director i productor des del 1986.
Va debutar a la televisió el 1989, al programa d'humor Velaí... da Televisión de Galicia. Aquell any també va debutar al cinema, en el paper de Suso a Urxa. El 1991 es va unir al repartiment de Unha de romanos. A partir de 1999 va guanyar gran popularitat a Galícia amb la sèrie Mareas vivas en el paper d'Evaristo Currás, un personatge secundari que va arribar a adquirir un gran protagonisme i va acabar. convertir-se en un dels favorits de la multitud.

### Anys 2000
Després de Mareas Vivas i una petita aparició a la sèrie Periodistas, va protagonitzar la pel·lícula 2002 sobre el tràfic de drogues, Entre bateas , de Jorge Coira, pel qual va ser nominat com a millor actor als Premis Mestre Mateo de 2002. També va tenir papers secundaris a les pel·lícules O lapis do carpinteiro (2003), O agasallo de Silvia (2003), Secuestrados en Xeorxia (2003), Un dia a Europa (2005) i Un franco, 14 pesetas (2006). També va aparèixer amb petits papers a les sèries Pepe Carvalho, As leis de Celavella i A vida por diante, fins que l'any 2006 va protagonitzar la comèdia de situació Pepe o inglés, que va estar en antena durant dues temporades.
Després del final de la sèrie, va participar en curtmetratges com Temporada 92-93 (2007), pel·lícules com Hotel Tivoli (2007), Lor girasols ciegos (2008), A noite que deixou de chover (2008) o Un buen hombre (2009) ntre d'altres, i va actuar a la popular sèrie d'Antena 3 Los hombres de Paco, on va interpretar a Félix Montejo, el psiquiatre del protagonista. També va col·laborar amb el grup de rap Dios ke te crew, al seu disc Xénese, interpretant a Cabo Ameneiro, un guàrdia civil que interromp una festa. del grup.

### Anys 2010
El 2010 va treballar a la pel·lícula A sinapse do códice i al a minisèrie premiada dirigida per Dani de la Torre, Mar Libre. L'any següent va protagonitzar al costat de Sergio Zearreta la pel·lícula Crebinsky, dirigida per Enrique Otero . La seva interpretació de Feodor Crebinsky en aquesta pel·lícula li va valer un Premi Mestre Mateo al millor actor. Posteriorment participà a les pel·lícules No habrá paz para los malvados, Todo es silencio i Personal Movie i protagonitzà Som gent honrada, d'Alejandro Marzoa, treball amb el que va guanyar el Mestre Mateo al millor actor.
El 2014 va aparèixer a la pel·lícula de Alfonso Zarauza, Os fenómenos i va interpretar a Cibrán "o Castizo" a A esmorga, d’ Ignacio Vilar, adaptació de la novel·la A esmorga, d'Eduardo Blanco Amor. Per aquest paper va tornar a estar nominat al Mestre Mateo al mullor actor, premi que va rebre el seu company de repartiment, Morris. A més, aquell mateix any va protagonitzar Códice' ', una minisèrie en què va interpretar l'electricista de la Catedral de Santiago de Compostel·la, autor del famós robatori del Còdice Calixtino.
El 2015 va fer el paper de l'alcalde Mendoza a la sèrie Hospital Real i el 2016 va tenir un petit paper a María (e os demais), de Nelly Reguera i va interpretar Telmo Vilar a la sèrie Augasquentes.
El 2017 va guanyar una altra nominació als Mestre Mateo, aquesta vegada al millor actor secundari, pel seu treball a Dhogs, d'Andrés Goteira . També va actuar a La dama del cuadro, de Juan Miguel del Castillo.
En 2019 va interpretar a Teo, a la sèrie d'Antena 3, Matadero i va reprendre el paper de Cabo Ameneiro al nou disc de Dios ke te crew, O ciclo da serpe. Després de participar en l'obra Eroski Paraíso, també va formar part de l'adaptació cinematogràfica dirigida per Jorge Coira.

## Família
És germà de l'antic alcalde de Carnota, Xósé Manuel García.

## Filmografia

### Cinema
- Urxa (1989), de Carlos Piñeiro e Alfredo García Pinal.
- Entre bateas (2002), telefilme de Jorge Coira.
- El lápiz del carpintero (2003), de Antón Reixa.
- El regalo de Silvia (2003), de Dionisio Pérez.
- Secuestrados en Xeorxia (2003), telefilme de Gustavo Balza.
- As viúvas do mar (2004), telefilme de Carlos Sedes.
- Hai que botalos (2005), de Margarita Ledo e Emilio McGregor.
- Un dia a Eurpà (2005), de Hannes Stöhr.
- Un franco, 14 pesetas (2006), de Carlos Iglesias.
- Hotel Tívoli (2006), de Antón Reixa.
- El hombre de arena (2007), de José Manuel González.
- Os xirasoles cegos (2008), de José Luis Cuerda.
- La noche que dejó de llovr (2008), de Alfonso Zarauza.
- Un bue hombre (2009), de Juan Martínez Moreno.
- Pedro e o Capitán (2009), de Pablo Iglesias.
- A sinapse do códice (2010) de Pablo Iglesias.
- Crebinsky (2011), de Enrique Otero.
- No habrá paz para los malvados (2011), de Enrique Urbizu.
- Personal Movie (2012), de Héctor Carré.
- Todo es silencio (2012), de José Luis Cuerda.
- Som gente honrada (2013), de Alejandro Marzoa.
- Os fenómenos (2014), de Alfonso Zarauza.
- A esmorga (2014), de Ignacio Vilar.
- María (e os demais) (2016), de Nely Reguera.
- Dhogs (2017), de Andrés Goteira.
- La dama del cuadro (2017), de Juan Miguel del Castillo.
- Eroski Paraíso (2019), de Jorge Coira.

### Curtmetratges
- Cal dous estraños (1991), de Alber Ponte.
- Sitcom show (1996), de Ángel de la Cruz.
- Disonancias (2000), de Ignacio Vilar.
- Os Crebinsky (2002), de Enrique Otero.
- Las rubias los prefieren caballeros (2002), de Álex Sampayo.
- Toxic Percebe (2005), de Xavier Jacome e Martín Fiallega.
- Temporada 92-93 (2007), de Alejandro Marzoa.
- Padre Modelo (2009), de Alejandro Marzoa.
- Amistad (2010), de Alejandro Marzoa.

### Televisió

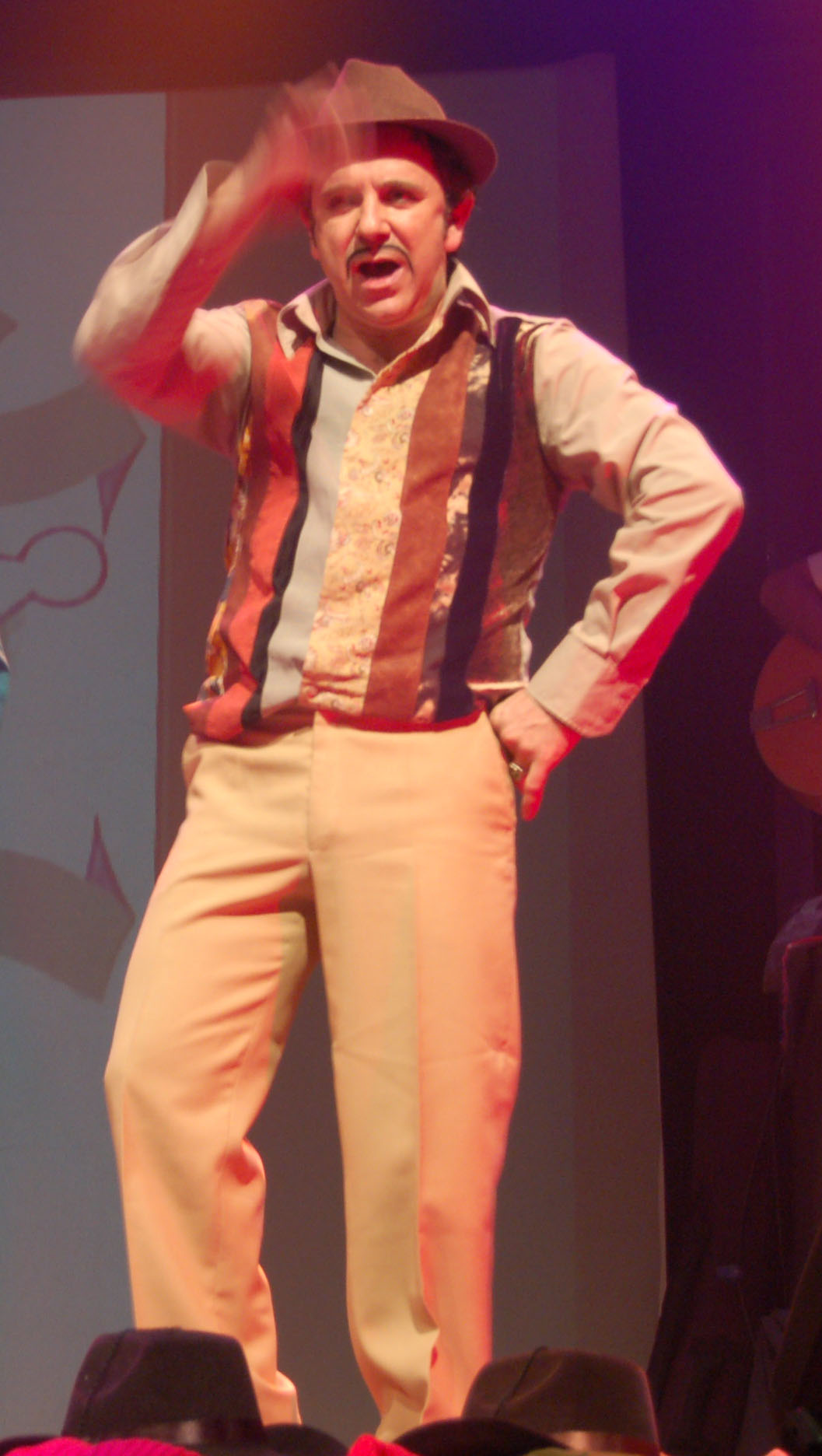
Miguel de Lira en un homenatge a John Balan

#### Personatges fixos
- Mareas vivas (1998), Evaristo Currás
- Pepe Carvalho (2004)
- Pepe O Inglés (2006), Pepe O Inglés
- Los hombres de Paco (2008), Félix Montejo
- Mar Libre (2010)
- Códice (2014), Manolo Carballeira
- Hospital Real (2015)
- Augasquentes (2016), Telmo Vilar
- Matadero (2019), Teo

#### Personatges episòdics
- Periodistas (1999)
- As leis de Celavella (2005), Antón de Soneira
- A vida por diante (2006)

## Premis i nominacions

### Premis Mestre Mateo
| Any  | Categoria    | Treball          | Resultat  |
| ---- | ------------ | ---------------- | --------- |
| 2002 | Millor actor | Entre bateas     | Nominat   |
| 2010 | Millor actor | Crebinsky        | Guanyador |
| 2010 | Millor guió  | Crebinsky        | Nominat   |
| 2013 | Millor actor | Som gent honrada | Guanyador |
| 2014 | Millor actor | A esmorga        | Nominat   |
| 2020 | Millor actor | Eroski Paraíso   | Guanyador |